# Regierung Tindemans III
Die Regierung Tindemans III amtierte in Belgien vom 6. März 1977 bis zum 18. April 1977. Am 4. März 1977 verließen die Minister des Rassemblement Wallon (RW) die Regierung Tindemans II. Danach regierte eine Koalition aus flämischen (CVP) und wallonischen (PSC) Christdemokraten sowie flämischen (PVV) und wallonischen (PRLW) Liberalen bis zur vorgezogenen Parlamentswahl am 17. April 1977. Anschließend bildete  Premierminister Léo Tindemans (CVP) eine Regierung aus CVP, PSC, Sozialisten (PSB/BSP), der frankophonen (FDF) und  der flämischen VU.

## Kabinett
| Minister | Minister                 | Minister |
| Amt | Amtsinhaber              | Partei   |
| --- | ------------------------ | -------- |
| Premierminister | Léo Tindemans            | CVP      |
| Minister für Verteidigung und Angelegenheiten von Brüssel                                                                                       | Paul Vanden Boeynants    | PSC      |
| Finanzminister | Willy De Clercq          | PVV      |
| Minister für Äußeres und Entwicklungszusammenarbeit                                                                                             | Renaat Van Elslande      | CVP      |
| Minister für Gesundheit und Familie | Jos De Saeger            | CVP      |
| Justizminister | Herman Vanderpoorten     | PVV      |
| Minister für die Verfassungsreform | Michel Toussaint         | PRLW     |
| Minister für Arbeit, wallonische Angelegenheiten, Raumordnung und Wohnungen                                                                     | Alfred Califice          | PSC      |
| Landwirtschaftsminister | Albert Lavens            | CVP      |
| Minister für Kommunikation | Jos Chabert              | CVP      |
| Minister für öffentliche Arbeiten | Louis Olivier            | PRLW     |
| Bildungsminister | Antoine Humblet          | PSC      |
| Ministerin für niederländische Kultur und flämische Angelegenheiten                                                                             | Rika De Backer-Van Ocken | CVP      |
| Bildungsminister | Herman De Croo           | PVV      |
| Minister für die Verfassungsreform | Robert Vandekerckhove    | CVP      |
| Innenminister | Joseph Michel            | PSC      |
| Wirtschaftsminister | Fernand Herman           | PSC      |
| Minister für Außenhandel | Etienne Knoops           | PRLW     |
| Minister für Mittelstand | Léon Hannotte            | PRLW     |
| Sozialminister | Luc Dhoore               | CVP      |
| Minister für französische Kultur | Henri-François Van Aal   | PSC      |
| Minister für Pensionen Staatssekretär für Soziales beim Minister für wallonische Angelegenheiten                                                | Marcel Plasman           | PSC      |
| Minister für den öffentlichen Dienst | André Kempinaire         | PVV      |
| Minister für Haushalt und Wissenschaft | Gaston Geens             | CVP      |
| Minster dem Wirtschaftsminister zugeordnet beauftragt mit den regionalen Zuständigkeiten für Wald, Jagd und Fischfang in der wallonische Region | Charles Cornet d’Elzius  | PRLW     |
| |                          |          |
| Staatssekretäre |                          |          |
| Staatssekretär für Umwelt beim Minister für flämischen Angelegenheiten                                                                          | Karel Poma               | PVV      |
| Staatssekretär für regionale Wirtschaft, Raumordnung und Wohnungen beim Minister für flämische Angelegenheiten                                  | Marc Eyskens             | CVP      |
| Staatssekretär für regionale Wirtschaft beim Minister für Angelegenheiten von Brüssel                                                           | August De Winter         | PVV      |